# Joshuella bicentenaria
Joshuella bicentenaria är en kvalsterart som beskrevs av Adilson D. Paschoal 1983. Joshuella bicentenaria ingår i släktet Joshuella och familjen Gymnodamaeidae. Inga underarter finns listade i Catalogue of Life.